# Malva moschata
Malva moschata es una planta herbácea del género Malva, dentro de la Subfamilia de las Malvoideae perteneciente a la familia Malvaceae, se encuentra en gran parte de Europa en bordes de caminos y en terrenos tanto cultivados como incultos, comúnmente llamada malva. 

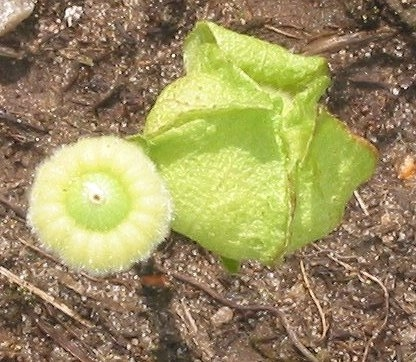
Fruto de Malva moschata.

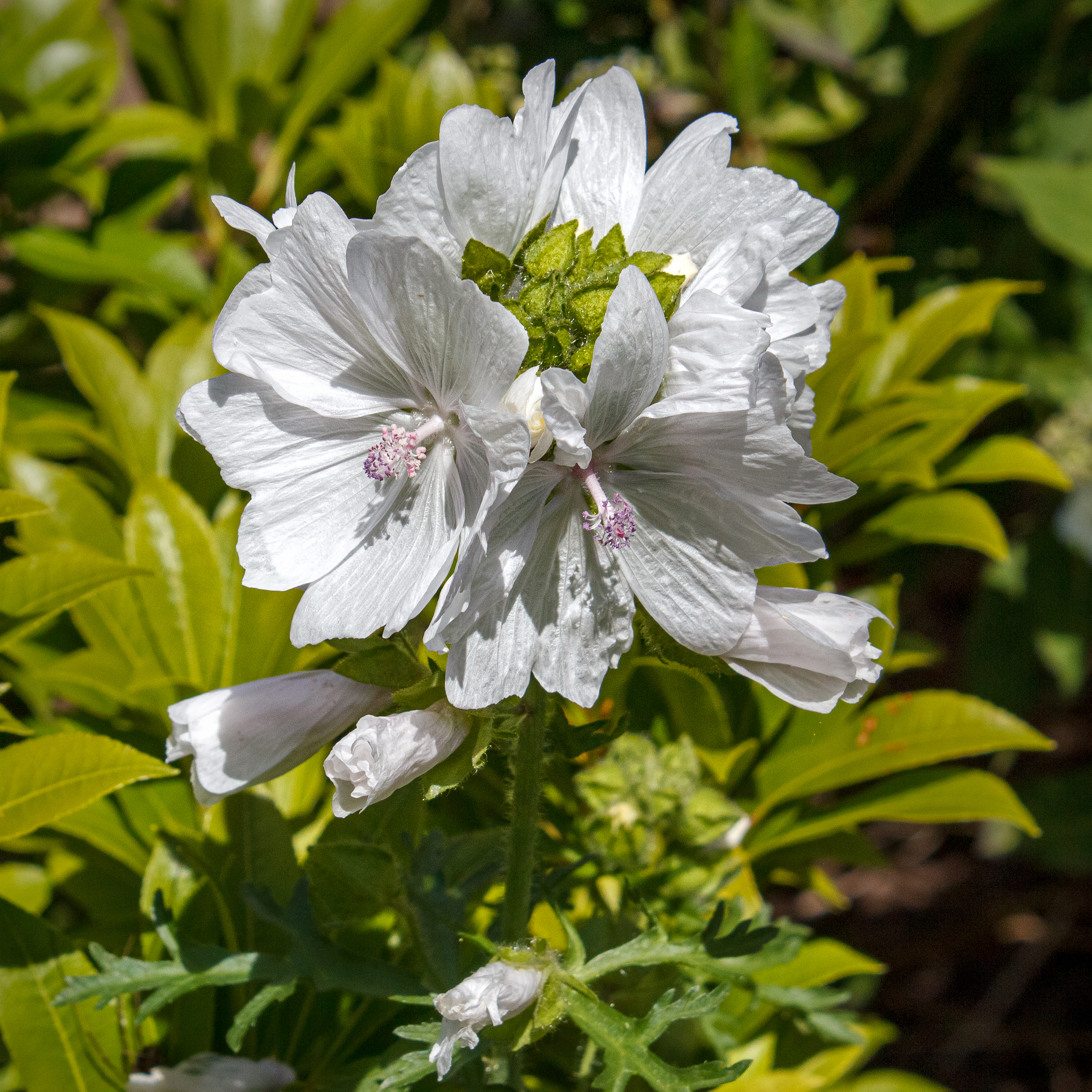
Malva moschata variedad blanca

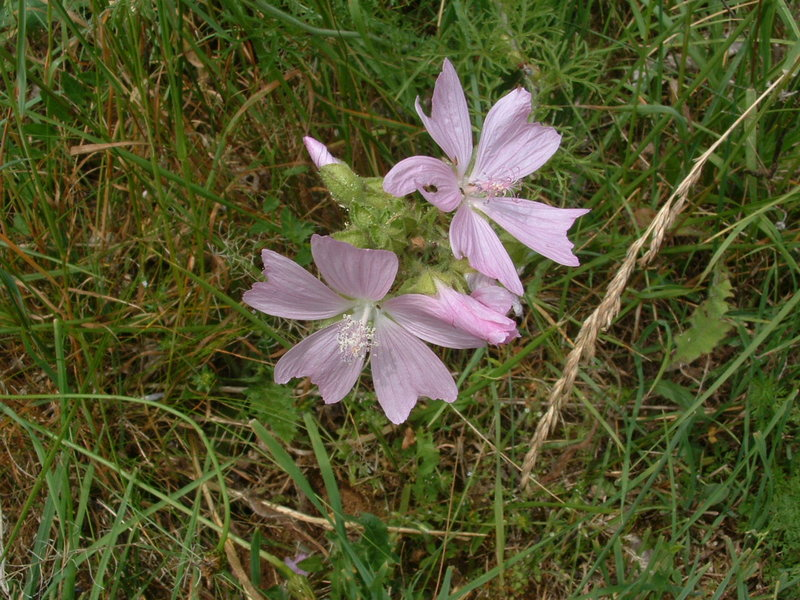
Malva moschata floración de los botones florales

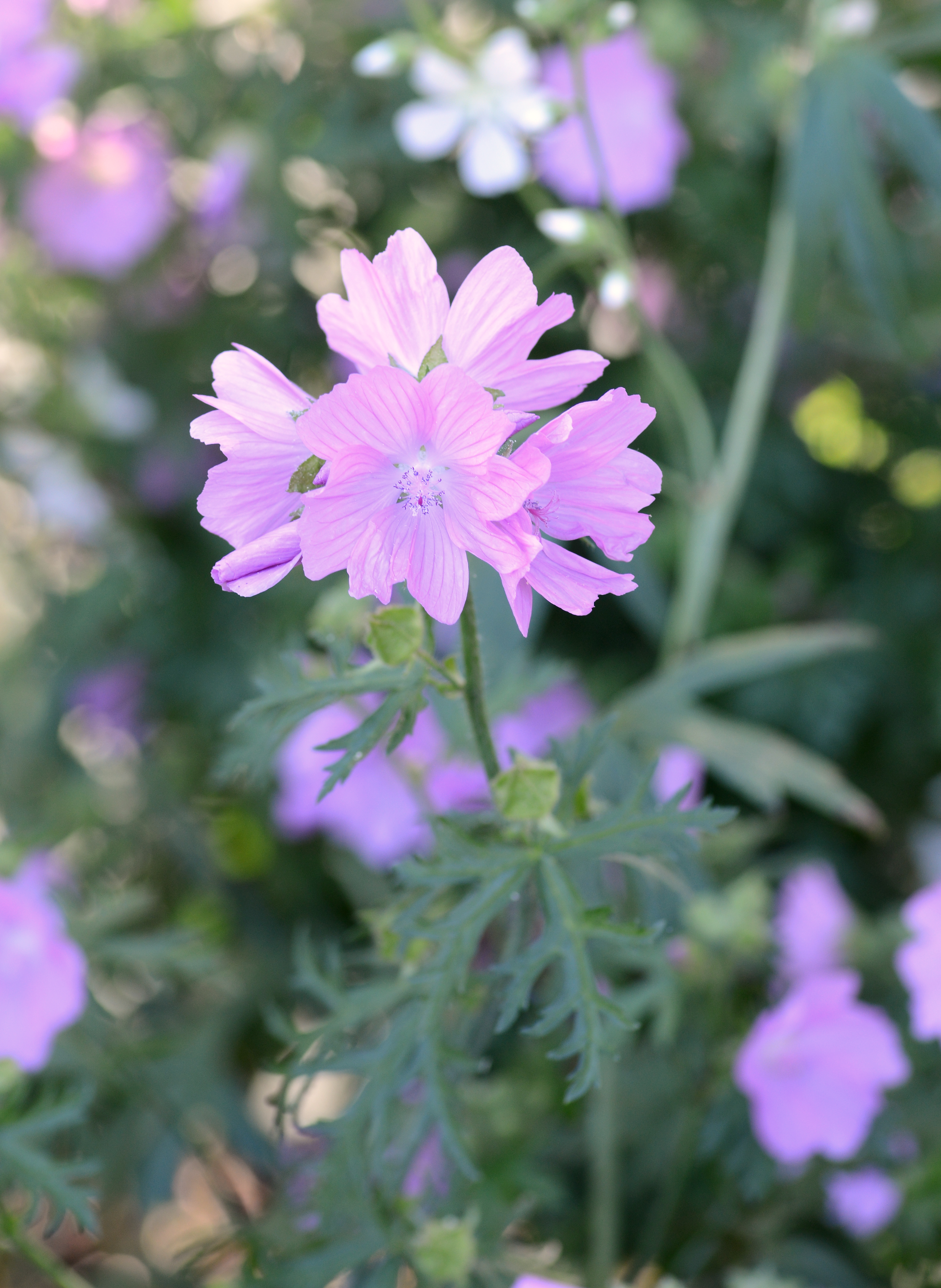
Vista de la planta

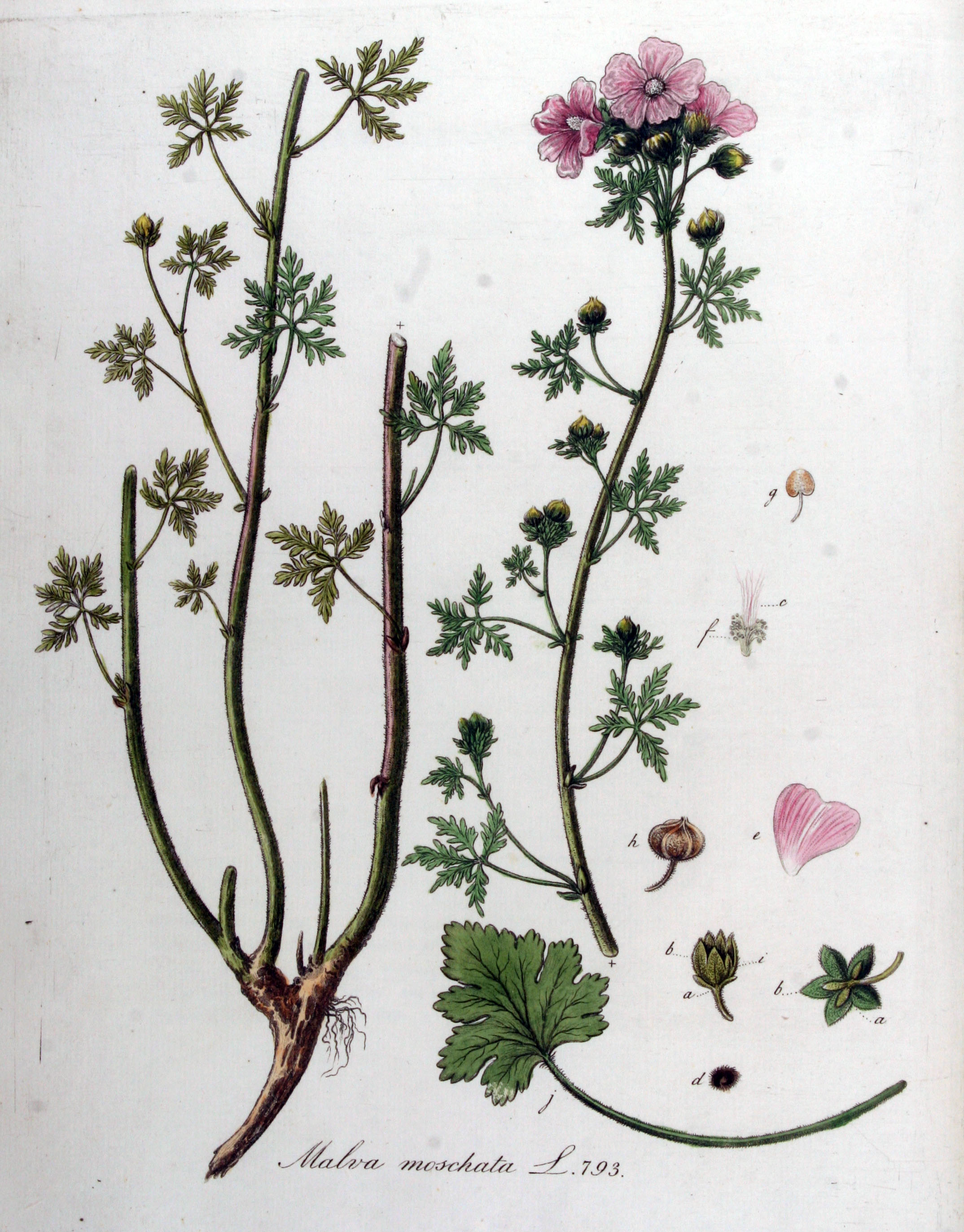
Ilustración

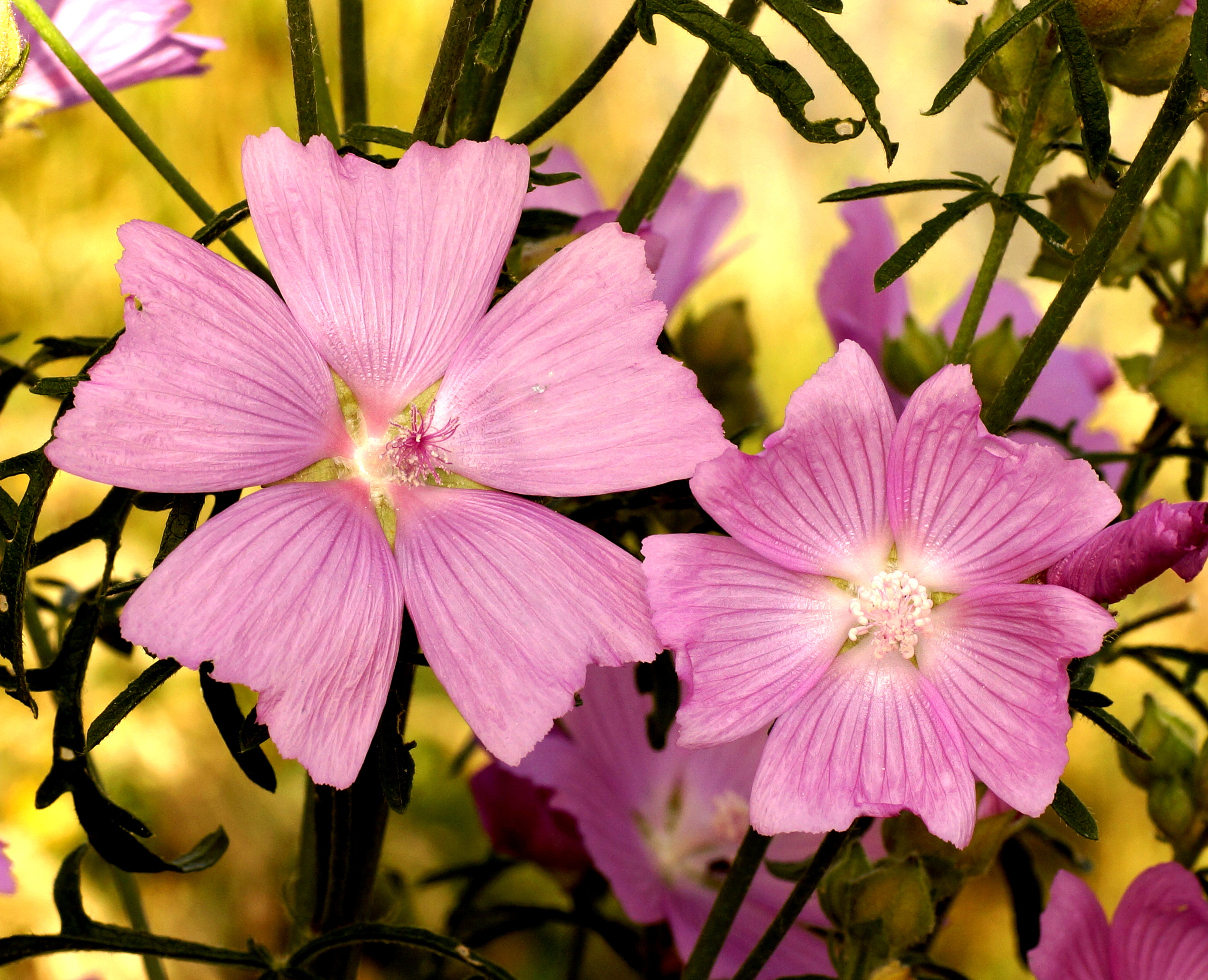
Detalle de la flor

## Descripción
Malva moschata es una planta herbácea perenne que se desarrolla en la zona 3 (no aguanta las heladas, ni las condiciones de sequía). Esta planta alcanza una altura de 20 a 60 cm y sus hojas superiores son palmitiformes. Florece de julio a agosto, y las semillas maduran entre agosto y septiembre. 
Las flores son hermafroditas (tienen órganos masculinos y femeninos) Tiene de uno a tres floraciones. Las flores son blancas o rosa suave y huelen como a nuez moscada. Los cinco pétalos son de 2 a 2,5 cm de longitud y con sépalos sencillos o dobles, presentan bracteolas lanceoladas. Son polinizadas por abejas, aunque también se pueden autopolinizar.
El fruto es una cápsula (esquizocarpo) formada por varios mericarpos (partes que se separan al madurar y que contienen una única semilla). El fruto se disemina por la gravedad, cayendo al suelo cuando madura.

## Hábitat y distribución
Malva moschata prefiere suelos ligeros (arenosos), medios (margosos) y pesados (de arcilla) y requiere el suelo bien drenado. La planta prefiere suelos alcalinos (y no los ácidos), neutrófilos y básicos. Puede crecer en la semi sombra (arbolado ligero) o a pleno sol, pero requiere suelo húmedo. La planta tolera bien los vientos fuertes pero no la cercanía del mar.
Planta muy abundante en terrenos de herbazales, praderas de pastos, bordes de caminos etc. Europa es su lugar de origen, y se encuentra desde el sur de Inglaterra hasta el Norte de África.

## Usos

### Uso en la cocina
- Las hojas tanto crudas como cocinadas tienen un sabor agradable suave. Las hojas son mucilaginosas lo que les da el sabor suave, se utilizan abundantes en las ensaladas del verano. Hacen un sustituto muy bueno de la lechuga en una ensalada, utilizándose las hojas frescas que se pueden recolectar desde la primavera hasta mediados del verano, o hasta el otoño en las plantas que han germinado en primavera.

- Las flores también se añaden a las ensaladas donde producen un efecto muy decorativo, además de un sabor muy suave.

- Las semillas tienen un gusto de nuez agradable pero son pequeñas y muy entretenidas de recolectar.

### Usos medicinales populares
Todas las partes de la planta son antiflogistica, astringente, emoliente, diurético, emoliente, expectorante, laxante, estas características han hecho que la Malva moschata tenga un gran papel en la medicina tradicional popular. 
Las hojas y las flores son la parte principal que se utiliza, sus características emolientes les hacen el objeto de valor como un emplasto para las contusiones, inflamaciones, picaduras de insectos etc, o tomada internamente en el tratamiento de las enfermedades del sistema respiratorio o la inflamación del sistema digestivo y urinario. Las hojas y las flores se pueden comer como parte de la dieta, o se puede hacer un té con sus hojas, las flores o con sus raíces. 
La Malva moschata tiene unas características similares, pero se consideran que pueden ser inferiores, a la malva común (Malva sylvestris) y a la malva del pantano (Althaea officinalis) y se usan en raras ocasiones internamente. La planta es un laxante excelente para niños.

### Otros usos
Los tintes color crema, del amarillo y del verde se pueden obtener de la planta de Malva moschata y de sus cabezas de semillas. 
Una fibra obtenida de los vástagos, se utiliza para la elaboración de cuerdas, textiles, y para hacer papel.

## Taxonomía
Malva moschatus fue descrito por Carlos Linneo y publicado en Species Plantarum 2: 690. 1753.
Etimología
Malva: nombre genérico que deriva del Latín malva, -ae, vocablo empleado en la Antigua Roma para diversos tipos de malvas, principalmente la malva común (Malva sylvestris), pero también el "malvavisco" o "altea" (Althaea officinalis) y la "malva arbórea" (Lavatera arborea). Ampliamente descritas, con sus numerosas virtudes y propiedades, por Plinio el Viejo en su Historia naturalis (20, LXXXIV).
moschata: epíteto latíno que significa "tener un olor almizclado"
Sinonimia:
- Malva laciniata Desr. in Lam., Encycl. 3: 750 (1792)
- Malva moschata var. heterophylla Lej. & Courtois, Comp. Fl. Belg. 3: 14 (1836)
- Malva moschata var. intermedia Godr. in Gren. & Godr., Fl. France 1: 289 (1848)
- Malva moschata var. laciniata (Desr.) Godr. in Gren. & Godr., Fl. France 1: 289 (1848)
- Malva moschata var. ramondiana Godr. in Gren. & Godr., Fl. France 1: 289 (1848)[6]

## Nombre común
- Castellano: flor de malva, malva, panes,[7] malva moschata, malva moscada